# 伸子 (小説)
『伸子』（のぶこ）は、中條百合子（宮本百合子）の小説である。1924年から1926年にかけて雑誌『改造』に掲載された連作をまとめて、1927年に改造社から刊行された。単行本の装丁は中川一政であった。

## あらすじ
1918年、新進小説家の佐々伸子は、仕事で渡米する父親とともにアメリカに渡り、留学をはじめる。父親がスペインかぜに罹患し、伸子は看病をするが、その過程で知りあった古代東洋語研究者の佃一郎と伸子は恋愛関係になり、ニューヨークで結婚する。母親の出産にともない帰国した伸子は、佃とともに新しい家庭を築こうとするが、母との関係や夫との軋轢、自分の小説家としての成長に悩みながら生活を続けるが、ついに夫婦の間の亀裂はうずまらず、2人は離婚を決意するのであった。

## 評価
- 作者が自らの体験をもとに書いた作品ということで、山田洋次は「夫婦の離婚を正面から描いた小説は、日本ではこの作品がはじめてだそうだが、この場面のすさまじい迫力に圧倒され」たと述べている[1]。
- 作家の稲沢潤子は、「第二次世界大戦後におとずれた民主化の波、文芸復興の高まりのなかで、実に多くの伸子と同じ年代の女性たちによって読まれ、共感を寄せられるようになった」と記している[2]。
- 作者自身の体験を作品化したもので百合子の代表作であるとともに、女の側からの早い時期の近代的自我の確立を描いた。（「日本近代文学の古典」小田切秀雄）

## その後
第二次世界大戦後、作者はこの「佐々伸子」を主人公として、大きなスケールでその後の時代を描く構想をもった。「二つの庭」「道標」と続いて作品が書かれたが、主人公がソビエト連邦からの帰国を決意する「道標」完結の段階で作者は急逝し、その後の展開は書かれずに終わり、「春のある冬」「十二年」というタイトルを考えていた、1930年代から日本の敗戦までを描くことはできなかった。